# Première circonscription de Paris de 1988 à 2012
Pour les articles homonymes, voir Première circonscription de Paris de 1958 à 1986 et Première circonscription de Paris depuis 2012.
La première circonscription de Paris est l'une des 21 circonscriptions électorales françaises que compte le département de Paris (75) situé en région Île-de-France de 1986 à 2010. D'après les données de l'Institut national de la statistique et des études économiques (INSEE) de 1999, la population de cette circonscription est estimée à 101 438 habitants.

## Délimitation de la circonscription
Entre 1988, année des premières élections après le rétablissement du scrutin uninominal majoritaire par circonscription, et le redécoupage des circonscriptions réalisé en 2010, la circonscription est délimitée ainsi : 1er, 2e, 3e et 4e arrondissements.
Cette délimitation s'applique donc aux IXe, Xe, XIe, XIIe et XIIIe législatures de la Cinquième République française.
Cette première circonscription de Paris correspond à l'adjonction des première et deuxième circonscriptions de la période 1958-1986, la première s'étendait sur les 1er et 4e arrondissements et la deuxième sur les 2e et 3e.
En 2012, les quatre arrondissements de cette circonscription ont été répartis entre les nouvelles première, cinquième et septième circonscriptions.

## Députés

### Élections depuis 1988
Après les élections du 16 mars 1986, le nouveau premier ministre Jacques Chirac rétablissait le scrutin majoritaire à deux tours. Le nombre de députés était maintenu à 21 et les circonscriptions électorales antérieures étaient donc ramenées de 31 à 21. Les anciennes première et deuxième circonscriptions fusionnèrent pour former la nouvelle première circonscription de Paris.
| Législature | Début de mandat | Fin de mandat  | Député           | Parti politique                 | Observations                                                                          |
| ----------- | --------------- | -------------- | ---------------- | ------------------------------- | ------------------------------------------------------------------------------------- |
| IXe         | 23 juin 1988    | 1er avril 1993 | Jacques Dominati | UDF                             |                                                                                       |
| Xe          | 2 avril 1993    | 21 avril 1997  | Laurent Dominati | UDF                             | Mandat écourté à la suite d'une dissolution parlementaire décidée par Jacques Chirac. |
| XIe         | 12 juin 1997    | 18 juin 2002   | Laurent Dominati | UDF-PR puis Démocratie libérale | élu sous les couleurs de l'UDF, qu'il quitte en 1998                                  |
| XIIe        | 19 juin 2002    | 19 juin 2007   | Martine Billard  | Les Verts                       |                                                                                       |
| XIIIe       | 20 juin 2007    | 19 juin 2012   | Martine Billard  | Les Verts puis Parti de gauche  | élue sous les couleurs des Verts, qu'elle quitte en 2009                              |

## Historique des résultats

### Élections législatives de 1988
| Candidat                                                   | Candidat                       | Parti             | Premier tour | Premier tour | Second tour | Second tour |  |
| Candidat                                                   | Candidat                       | Parti             | Voix         | %            | Voix        | %           |  |
| ---------------------------------------------------------- | ------------------------------ | ----------------- | ------------ | ------------ | ----------- | ----------- |  |
|                                                            | Jacques Dominati sortant réélu | UDF (PR) (URC)    | 17 293       | 44,34        | 21 927      | 52,74       |  |
|                                                            | Maurice Benassayag             | PS                | 14 026       | 35,97        | 19 652      | 47,26       |  |
|                                                            | Rose-Marie Éon- Bazin          | FN                | 3 327        | 8,53         |             |             |  |
|                                                            | Monique Guers                  | Divers écologiste | 2 099        | 5,38         |             |             |  |
|                                                            | Simone Goenvic                 | PCF               | 2 024        | 5,19         |             |             |  |
|                                                            | Argante Mezzarobba             | Divers droite     | 128          | 0,33         |             |             |  |
|                                                            | Christine Dimiorio             | Divers            | 99           | 0,25         |             |             |  |
|                                                            | Agnès Salez                    | Divers écologiste | 2            | 0,01         |             |             |  |
|                                                            |                                |                   |              |              |             |             |  |
| Inscrits                                                   | Inscrits                       | Inscrits          | 65 840       | 100,00       | 65 840      | 100,00      |  |
| Abstentions                                                | Abstentions                    | Abstentions       | 26 557       | 40,34        | 23 616      | 35,87       |  |
| Votants                                                    | Votants                        | Votants           | 39 283       | 59,66        | 42 224      | 64,13       |  |
| Blancs et nuls                                             | Blancs et nuls                 | Blancs et nuls    | 285          | 0,73         | 645         | 1,53        |  |
| Exprimés                                                   | Exprimés                       | Exprimés          | 38 998       | 99,27        | 41 579      | 98,47       |  |
| Source : Data.gouv.fr et Le Monde du 14 juin 1988, page 14 |                                |                   |              |              |             |             |  |

La suppléante de Jacques Dominati était Benoîte Taffin, Conseillère de Paris.

### Élections législatives de 1993
| Candidat              | Candidat             | Parti                      | Premier tour | Premier tour | Second tour | Second tour |  |
| Candidat              | Candidat             | Parti                      | Voix         | %            | Voix        | %           |  |
| --------------------- | -------------------- | -------------------------- | ------------ | ------------ | ----------- | ----------- |  |
|                       | Laurent Dominati élu | UDF (PR)                   | 15 877       | 43,12        | 18 633      | 55,78       |  |
|                       | Dominique Bertinotti | PS (ADFP)                  | 6 571        | 17,84        | 14 768      | 44,21       |  |
|                       | Brice Lalonde        | GÉ (EÉ)                    | 6 293        | 17,09        |             |             |  |
|                       | Nicole Devedjian     | FN                         | 3 256        | 8,84         |             |             |  |
|                       | Simone Goenvic       | PCF                        | 1 877        | 5,09         |             |             |  |
|                       | Didier Motchane      | MDC                        | 660          | 1,79         |             |             |  |
|                       | Bernard Cornut       | Extrême gauche (SÉGA)      | 404          | 1,09         |             |             |  |
|                       | Dominique Arnaudies  | Extrême gauche (PT)        | 305          | 0,82         |             |             |  |
|                       | Alain Massalsky      | LCR                        | 300          | 0,81         |             |             |  |
|                       | Jacques Ribardière   | Divers écologiste (LT-LNÉ) | 261          | 0,70         |             |             |  |
|                       | Dani Garbarz         | UÉD                        | 206          | 0,55         |             |             |  |
|                       | Emilienne Herckel    | Extrême droite (RDRP)      | 199          | 0,54         |             |             |  |
|                       | Jean-Michel Goustour | Divers droite (MDR)        | 179          | 0,48         |             |             |  |
|                       | Frédéric Devaux      | Divers droite              | 123          | 0,33         |             |             |  |
|                       | Jean-Philippe Tarpin | Divers (PLN)               | 93           | 0,25         |             |             |  |
|                       | Hassan Millal        | Divers gauche (Maj. prés.) | 87           | 0,23         |             |             |  |
|                       | Gabriel Lagouge      | Divers droite              | 67           | 0,18         |             |             |  |
|                       | Roger Casens         | Divers gauche (MDD)        | 61           | 0,17         |             |             |  |
|                       |                      |                            |              |              |             |             |  |
| Inscrits              | Inscrits             | Inscrits                   | 58 416       | 100,00       | 58 416      | 100,00      |  |
| Abstentions           | Abstentions          | Abstentions                | 20 527       | 35,14        | 23 111      | 39,56       |  |
| Votants               | Votants              | Votants                    | 37 889       | 64,86        | 35 305      | 60,44       |  |
| Blancs et nuls        | Blancs et nuls       | Blancs et nuls             | 1 069        | 2,82         | 1 904       | 5,39        |  |
| Exprimés              | Exprimés             | Exprimés                   | 36 820       | 97,18        | 33 401      | 94,61       |  |
| Source : Data.gouv.fr |                      |                            |              |              |             |             |  |

La suppléante de Laurent Dominati était Benoîte Taffin, maire du 2ème arrondissement, adjointe au maire de Paris.

### Élections législatives de 1997
| Candidat                     | Candidat                       | Parti                   | Premier tour | Premier tour | Second tour | Second tour |
| Candidat                     | Candidat                       | Parti                   | Voix         | %            | Voix        | %           |
| ---------------------------- | ------------------------------ | ----------------------- | ------------ | ------------ | ----------- | ----------- |
|                              | Laurent Dominati sortant réélu | UDF (PR)                | 12 049       | 35,58        | 18 350      | 50,32       |
|                              | Dominique Bertinotti           | PS                      | 10 010       | 29,56        | 18 116      | 49,68       |
|                              | Joëlle Lombard                 | FN                      | 2 816        | 8,32         |             |             |
|                              | Sylvie Nicolier                | PCF                     | 1 890        | 5,58         |             |             |
|                              | Yves Contassot                 | Les Verts               | 1 650        | 4,87         |             |             |
|                              | Emmanuel Lardeux               | LDI (MPF)               | 828          | 2,44         |             |             |
|                              | Josette Recan                  | Extrême gauche (LO)     | 720          | 2,13         |             |             |
|                              | Patrick Renaudot               | Divers gauche (MDC)     | 575          | 1,70         |             |             |
|                              | Gilles Rey                     | Divers écologiste (GÉ)  | 539          | 1,59         |             |             |
|                              | François Simon                 | Extrême gauche (CAP)    | 471          | 1,39         |             |             |
|                              | Catherine Samary               | Extrême gauche (LCR)    | 339          | 1,00         |             |             |
|                              | Xavier Ha Duong Minh           | Divers écologiste       | 302          | 0,89         |             |             |
|                              | Sylvie Barbara                 | Divers                  | 276          | 0,81         |             |             |
|                              | Jean-Luc Dumesnil              | Divers écologiste (MÉI) | 247          | 0,73         |             |             |
|                              | Claude Reichman                | Divers droite           | 185          | 0,55         |             |             |
|                              | Gabriel Lagouge                | LT-LNÉ                  | 179          | 0,53         |             |             |
|                              | Brigitte Giovanetti            | Divers gauche           | 138          | 0,41         |             |             |
|                              | Jean-Michel Goustour           | Divers droite (MDR)     | 130          | 0,38         |             |             |
|                              | Michel-Xavier Combe            | Divers                  | 126          | 0,37         |             |             |
|                              | Dominique Arnaudiès            | Extrême gauche (PT)     | 112          | 0,33         |             |             |
|                              | Alain Serge Clary              | Divers                  | 104          | 0,31         |             |             |
|                              | Michel Gorlier                 | Divers                  | 77           | 0,23         |             |             |
|                              | Pascal Macrez                  | Divers                  | 69           | 0,20         |             |             |
|                              | Rainer Wunenburger             | Divers                  | 32           | 0,09         |             |             |
|                              | Michèle Vitré                  | Divers                  | 2            | 0,00         |             |             |
|                              | Georges Loubet                 | Divers                  | 0            | 0,00         |             |             |
|                              |                                |                         |              |              |             |             |
| Inscrits                     | Inscrits                       | Inscrits                | 56 071       | 100,0        | 56 067      | 100,0       |
| Abstentions                  | Abstentions                    | Abstentions             | 21 253       | 37,90        | 18 343      | 32,72       |
| Votants                      | Votants                        | Votants                 | 34 818       | 62,10        | 37 724      | 67,28       |
| Blancs et nuls               | Blancs et nuls                 | Blancs et nuls          | 952          | 2,73         | 1 258       | 3,33        |
| Exprimés                     | Exprimés                       | Exprimés                | 33 866       | 97,27        | 36 466      | 96,67       |
| Source : Assemblée nationale |                                |                         |              |              |             |             |

Le suppléant de Laurent Dominati était Jean-François Legaret, conseiller de Paris, adjoint au maire de Paris.

### Élections législatives de 2002
| Candidat                                                 | Candidat                      | Parti                     | Premier tour | Premier tour | Second tour | Second tour |
| Candidat                                                 | Candidat                      | Parti                     | Voix         | %            | Voix        | %           |
| -------------------------------------------------------- | ----------------------------- | ------------------------- | ------------ | ------------ | ----------- | ----------- |
|                                                          | Jean-François Legaret         | UMP                       | 14 479       | 37,54        | 17 668      | 49,08       |
|                                                          | Martine Billard élue          | Les Verts (PS)            | 12 744       | 33,04        | 18 327      | 50,92       |
|                                                          | Patrice Lefeu                 | PRG                       | 2 824        | 7,32         |             |             |
|                                                          | Patrick Lozès                 | UDF                       | 2 588        | 6,71         |             |             |
|                                                          | Pierre Paris                  | FN                        | 1 849        | 4,79         |             |             |
|                                                          | Évelyne Zarka                 | PCF                       | 855          | 2,22         |             |             |
|                                                          | David Martin-Castelnau        | Pôle républicain          | 528          | 1,37         |             |             |
|                                                          | Robi Morder                   | LCR                       | 435          | 1,13         |             |             |
|                                                          | Jean-Yves Caminade            | Divers (ÉD)               | 409          | 1,06         |             |             |
|                                                          | Sylviane Tropper              | Divers écologiste (Cap21) | 368          | 0,95         |             |             |
|                                                          | Souad Ouazenar                | Divers gauche             | 229          | 0,59         |             |             |
|                                                          | Jacky Majda                   | Divers                    | 219          | 0,57         |             |             |
|                                                          | Isabelle Laeng dite Cindy'Lee | Divers gauche (IR)        | 157          | 0,41         |             |             |
|                                                          | Laurence Boulinier            | LO                        | 151          | 0,39         |             |             |
|                                                          | Lucien Oulahbib               | Divers écologiste (GÉ)    | 119          | 0,31         |             |             |
|                                                          | David Latapie                 | Divers écologiste (MÉI)   | 117          | 0,30         |             |             |
|                                                          | Cyril Bozonnet                | MNR                       | 115          | 0,30         |             |             |
|                                                          | Catherine Cochain             | Extrême gauche (PT)       | 91           | 0,24         |             |             |
|                                                          | Pascal Dal Pont               | Divers (ND)               | 73           | 0,19         |             |             |
|                                                          | Frédéric Billot               | Divers gauche             | 62           | 0,16         |             |             |
|                                                          | Stéphane Jander               | Divers (CC)               | 42           | 0,11         |             |             |
|                                                          | Carole Duputel                | CPNT                      | 39           | 0,10         |             |             |
|                                                          | Joseph Leddet                 | Divers (DA)               | 38           | 0,10         |             |             |
|                                                          | Mohamed Guarraoui             | Divers                    | 28           | 0,07         |             |             |
|                                                          | Michel Fleury                 | Divers droite (PF)        | 14           | 0,04         |             |             |
|                                                          | Patrick Chargueron            | Divers                    | 1            | 0,00         |             |             |
|                                                          | Catherine Thouvenin           | Divers droite (CNIP)      | 0            | 0,00         |             |             |
|                                                          |                               |                           |              |              |             |             |
| Inscrits                                                 | Inscrits                      | Inscrits                  | 54 987       | 100,0        | 54 973      | 100,0       |
| Abstentions                                              | Abstentions                   | Abstentions               | 16 039       | 29,17        | 18 200      | 33,11       |
| Votants                                                  | Votants                       | Votants                   | 38 948       | 70,83        | 36 773      | 66,89       |
| Blancs et nuls                                           | Blancs et nuls                | Blancs et nuls            | 374          | 0,96         | 778         | 2,12        |
| Exprimés                                                 | Exprimés                      | Exprimés                  | 38 574       | 99,04        | 35 995      | 97,88       |
| Source : Assemblée nationale et Ministère de l'Intérieur |                               |                           |              |              |             |             |

Le suppléant de Martine Billard était Pierre Schapira, PS, chirurgien dentiste, conseiller du 2ème arrondissement de Paris, adjoint au maire de Paris.

### Élections législatives de 2007
| Candidat                          | Candidat                        | Parti                 | Premier tour | Premier tour | Second tour | Second tour |
| Candidat                          | Candidat                        | Parti                 | Voix         | %            | Voix        | %           |
| --------------------------------- | ------------------------------- | --------------------- | ------------ | ------------ | ----------- | ----------- |
|                                   | Jean-François Legaret           | UMP                   | 15 567       | 39,67        | 16 969      | 45,75       |
|                                   | Martine Billard sortante réélue | Les Verts (PS)        | 14 554       | 37,09        | 20 125      | 54,25       |
|                                   | Mario Stasi                     | UDF–MoDem             | 5 286        | 13,47        |             |             |
|                                   | Patricia Delcher                | FN                    | 830          | 2,12         |             |             |
|                                   | Diane Adam                      | LCR                   | 680          | 1,73         |             |             |
|                                   | François Di Giulio              | Divers                | 306          | 0,78         |             |             |
|                                   | Aurélien Véron                  | Divers droite (AL)    | 254          | 0,65         |             |             |
|                                   | Bruno North                     | Divers droite (CNIP)  | 216          | 0,55         |             |             |
|                                   | Christophe Casabonne            | Divers                | 183          | 0,47         |             |             |
|                                   | Sophie Ménard                   | Divers gauche (MRC)   | 140          | 0,36         |             |             |
|                                   | Danièle Hanryon                 | Extrême gauche (LO)   | 130          | 0,33         |             |             |
|                                   | Janine Biselx                   | Extrême droite (MNR)  | 101          | 0,26         |             |             |
|                                   | Michel Thooris                  | Extrême gauche (CFTC) | 100          | 0,25         |             |             |
|                                   | Hélène Rubinstein-Carrera       | Extrême gauche (PT)   | 94           | 0,24         |             |             |
|                                   | Véronique de Pons               | Divers                | 1            | 0,00         |             |             |
|                                   |                                 |                       |              |              |             |             |
| Inscrits                          | Inscrits                        | Inscrits              | 63 049       | 100,00       | 63 045      | 100,00      |
| Abstentions                       | Abstentions                     | Abstentions           | 23 489       | 37,26        | 25 228      | 40,02       |
| Votants                           | Votants                         | Votants               | 39 560       | 62,74        | 37 817      | 59,98       |
| Blancs et nuls                    | Blancs et nuls                  | Blancs et nuls        | 317          | 0,80         | 317         | 1,91        |
| Exprimés                          | Exprimés                        | Exprimés              | 39 243       | 99,20        | 37 094      | 98,09       |
| Source : Ministère de l'Intérieur |                                 |                       |              |              |             |             |

Le suppléant de Martine Billard était Pierre Aidenbaum, PS, maire du 3ème arrondissement.